# Jukund
Jukund – imię męskie pochodzenia łacińskiego, oznaczające "szczęśliwy". Istnieje wielu świętych o tym imieniu.
Jukund imieniny obchodzi 14 listopada.